# Trox hispidus
Trox hispidus is een keversoort uit de familie beenderknagers (Trogidae). De wetenschappelijke naam van de soort is voor het eerst geldig gepubliceerd in 1763 door Pontoppidan.